# Redmi 10C
Redmi 10C là một chiếc điện thoại thông minh chạy hệ điều hành Android thuộc dòng sản phẩm Redmi, một thương hiệu con của Xiaomi Inc. Chiếc điện thoại này được công bố vào ngày 21 tháng 3 năm 2022 và được quảng bá như là phiên bản lite của Redmi 10, tuy nhiên trong một số thông số kỹ thuật thì nó tốt hơn phiên bản gốc. Ở Ấn Độ, Redmi 10C được giới thiệu với tên Redmi 10 (không nên nhầm lẫn với phiên bản Redmi 10 toàn cầu, được bán tại Ấn Độ với tên Redmi 10 Prime) với pin lớn hơn. Cũng có một sản phẩm khác trong series Redmi 10 là Redmi 10 Power, có dung lượng bộ nhớ lớn hơn so với Redmi 10 được bán tại Ấn Độ và thiết kế mặt lưng khác.
Nó là sự kế thừa của Redmi 9, được ra mắt vào tháng 5 năm 2020..

## Thiết kế

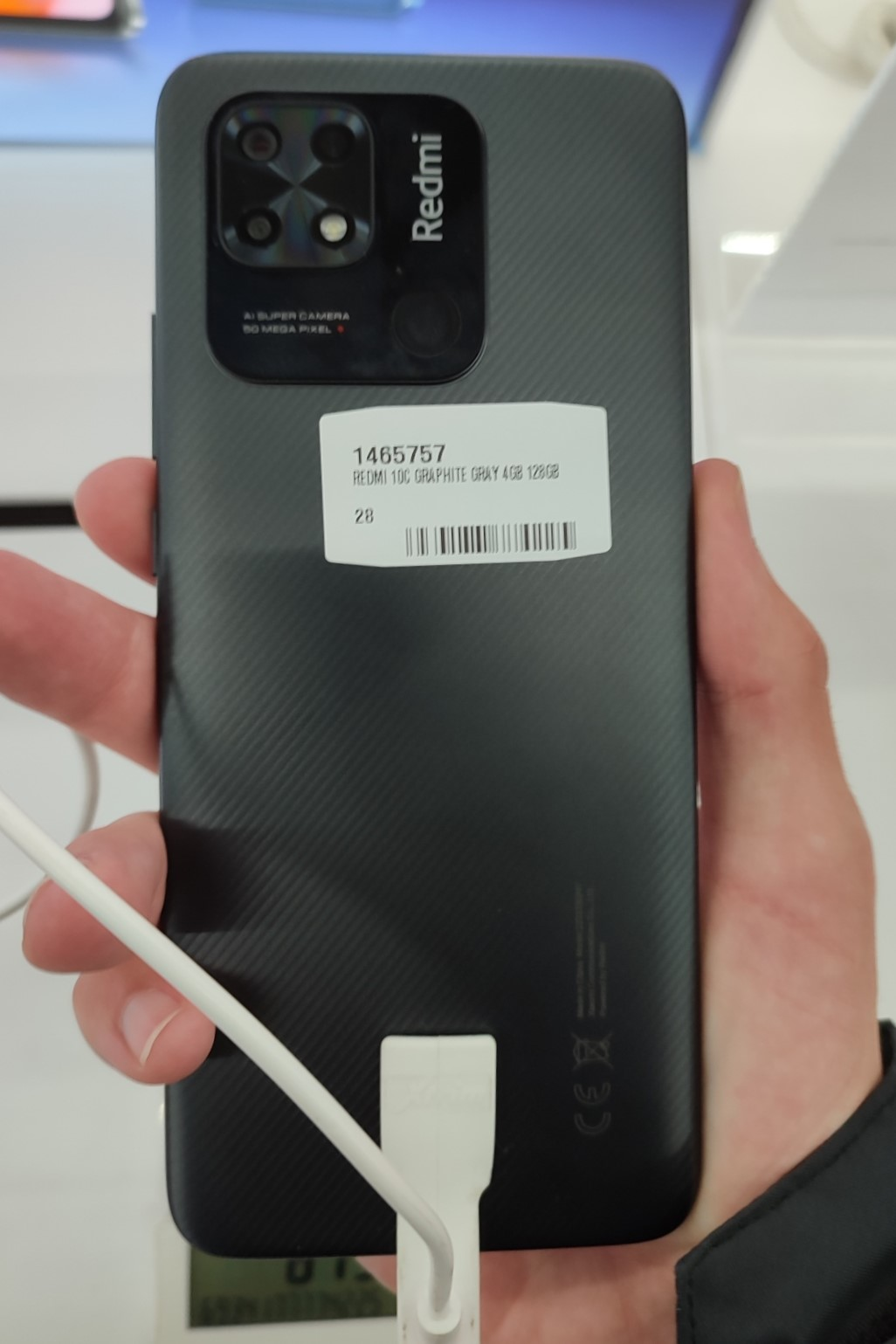
Mặt sau của Redmi 10C trong màu Graphite Gray

Mặt trước của điện thoại thông minh được làm bằng kính Gorilla Glass 3. Mặt sau được làm bằng nhựa với một độ rỗng sóng trong Redmi 10C và Indian Redmi 10, và với một độ rỗng da trong Redmi 10 Power.
Thiết kế của điện thoại thông minh này giống với realme narzo 50A với một đơn vị camera được hợp nhất với cảm biến vân tay.
Ở phía dưới, có cổng USB-C, một loa và một micro. Ở phía trên, có một jack âm thanh 3.5mm. Ở phía trái có khay SIM kép với khe cắm microSD. Ở phía phải có nút tăng âm lượng và nút nguồn.
Redmi 10C có 3 màu bán ra: Graphite Gray, Ocean Blue và Mint Green.
Redmi 10 ở Ấn Độ có 3 màu bán ra: Midnight Black (xám), Pacific Blue và Caribbean Green.
Redmi 10 Power có 3 màu bán ra: Power Black và Sporty Orange.
| Màu | Redmi 10C     | Redmi 10 (India) | Màu | Redmi 10 Power |
| Màu | Tên           | Tên              | Màu | Name           |
| --- | ------------- | ---------------- | --- | -------------- |
|     | Graphite Gray | Midnight Black   |     | Power Black    |
|     | Ocean Blue    | Pacific Blue     |     | Sporty Orange  |
|     | Mint Green    | Caribbean Green  |     |                |

## Thông số kỹ thuật

### Phần cứng

#### Nền tảng
Các smartphone có sử dụng chip Qualcomm Snapdragon 680 4G kèm với GPU Adreno 610, tương tự như Redmi Note 11.

#### Pin
Redmi 10C có một pin không thể tháo rời với dung lượng 5000 mAh, Khi đó, Indian Redmi 10 và Redmi 10 Power có pin với dung lượng 6000 mAh. Tất cả các mẫu đều hỗ trợ sạc nhanh 18 W, tuy nhiên, sạc đi kèm có công suất 10 W.

#### Camera
Các smartphone có camera sau kép với cảm biến chính 50 MP, ống kính góc rộng f/1.8 và cảm biến độ sâu 2 MP,  ống kính f/2.4, và camera trước  5 MP với ống kính f/2.2. Cả camera trước và sau có thể quay video ở độ phân giải 1080p@30fps.

#### Màn hình
Các điện thoại có màn hình IPS LCD 6,71 inch với độ phân giải HD+ (1650 × 720; ~269 ppi) và thiết kế giọt nước ở phía trên cùng màn hình.

#### Bộ nhớ
Redmi 10C được bán với bộ nhớ trong 3/64, 4/64 hoặc 4/128 GB, Indian Redmi 10 ― 4/64 và 4/128 GB, và Redmi 10 Power ― 8/128 GB.
Tất cả các mẫu điện thoại đều có RAM kiểu LPDDR4X và loại bộ nhớ UFS 2.2 có thể mở rộng bằng thẻ microSD lên đến 1 TB.

### Phần mềm
Ban đầu, các smartphone được phát hành với giao diện tùy chỉnh MIUI 13 dựa trên Android 11. Sau đó, chúng đã được cập nhật lên giao diện MIUI 14 dựa trên Android 13.